# 24 Heures de Daytona 2019
Navigation
Édition précédente Édition suivante
Les 24 Heures de Daytona 2019 (Rolex 24 At Daytona 2019), disputées les 26 janvier 2019 et 27 janvier 2019 sur le Daytona International Speedway, sont la cinquante-septième édition de cette épreuve, la cinquante-troisième sur un format de vingt-quatre heures, et la première manche du WeatherTech SportsCar Championship 2019.

## Engagés
Le 21 décembre 2018, l'International Motor Sports Association (IMSA) a publié une liste des équipes devant participer obligatoirement aux essais appelé les "Roar Before the Rolex 24", en vue de participer aux 24 Heures de Daytona. La liste des participants comprenait 47 écuries réparties dans quatre catégories: 11 dans la catégorie du Daytona Prototype International (DPi), 4 dans la catégorie Le Mans Prototype 2 (LMP2), 9 dans la catégorie GT Le Mans (GTLM) ainsi que 23 dans la classe GT Daytona (GTD), réservée aux voitures du groupe GT3.
Le 16 janvier 2019, l'International Motor Sports Association (IMSA) a publié la liste des équipes et des pilotes inscrits aux "Rolex 24".
| No.               | Pays | Équipe                                                   | Voiture                     | Pneu | Pilote 1           | Pilote 2                 | Pilote 3             | Pilote 4                        |
| DPi               | DPi  | DPi                                                      | DPi                         | DPi  | DPi                | DPi                      | DPi                  | DPi                             |
| ----------------- | ---- | -------------------------------------------------------- | --------------------------- | ---- | ------------------ | ------------------------ | -------------------- | ------------------------------- |
| 5                 |      | Mustang Sampling Racing                                  | Cadillac DPi-V.R            | M    | Filipe Albuquerque | João Barbosa             | Christian Fittipaldi |                                 |
| 6                 |      | Acura Team Penske                                        | Acura ARX-05                | M    | Dane Cameron       | Juan Pablo Montoya       | Simon Pagenaud       |                                 |
| 7                 |      | Acura Team Penske                                        | Acura ARX-05                | M    | Hélio Castroneves  | Alexander Rossi          | Ricky Taylor         |                                 |
| 10                |      | Konica Minolta Cadillac DPi-V.R                          | Cadillac DPi-V.R            | M    | Jordan Taylor      | Renger van der Zande     | Kamui Kobayashi      | Fernando Alonso                 |
| 31                |      | Whelen Engineering Racing                                | Cadillac DPi-V.R            | M    | Pipo Derani        | Felipe Nasr              | Eric Curran          |                                 |
| 50                |      | Juncos Racing                                            | Cadillac DPi-V.R            | M    | William Owen       | Kyle Kaiser (en)         | René Binder          | Agustín Canapino (en)           |
| 54                |      | CORE Autosport                                           | Nissan Onroak DPi           | M    | Jonathan Bennett   | Colin Braun              | Romain Dumas         | Loïc Duval                      |
| 55                |      | Mazda Team Joest                                         | Mazda RT24-P                | M    | Jonathan Bomarito  | Harry Tincknell          | Olivier Pla          |                                 |
| 77                |      | Mazda Team Joest                                         | Mazda RT24-P                | M    | Tristan Nunez      | Oliver Jarvis            | Timo Bernhard        | René Rast                       |
| 84                |      | JDC Miller Motorsports                                   | Cadillac DPi-V.R            | M    | Simon Trummer      | Stephen Simpson          | Chris Miller         | Juan Piedrahita (en)            |
| 85                |      | JDC Miller Motorsports                                   | Cadillac DPi-V.R            | M    | Mikhail Goikhberg  | Tristan Vautier          | Rubens Barrichello   | Devlin DeFrancesco              |
| LMP2              |      |                                                          |                             |      |                    |                          |                      |                                 |
| 18                |      | DragonSpeed                                              | Oreca 07                    | M    | Roberto González   | Pastor Maldonado         | Sebastián Saavedra   | Ryan Cullen                     |
| 38                |      | Performance Tech Motorsports                             | Oreca 07                    | M    | Kris Wright        | Kyle Masson              | Cameron Cassels      | Robert Masson                   |
| 52                |      | PR1 Mathiasen Motorsports                                | Oreca 07                    | M    | Gabriel Aubry      | Matt McMurry             | Mark Kvamme          | Enzo Guibbert                   |
| 81                |      | DragonSpeed                                              | Oreca 07                    | M    | Ben Hanley         | Henrik Hedman            | Nicolas Lapierre     | James Allen                     |
| GTLM (GT Le Mans) |      |                                                          |                             |      |                    |                          |                      |                                 |
| 3                 |      | Corvette Racing                                          | Chevrolet Corvette C7.R     | M    | Antonio García     | Jan Magnussen            | Mike Rockenfeller    |                                 |
| 4                 |      | Corvette Racing                                          | Chevrolet Corvette C7.R     | M    | Marcel Fässler     | Oliver Gavin             | Tommy Milner         |                                 |
| 24                |      | BMW Team RLL                                             | BMW M8 GTE                  | M    | John Edwards       | Jesse Krohn              | Chaz Mostert (en)    | Alex Zanardi                    |
| 25                |      | BMW Team RLL                                             | BMW M8 GTE                  | M    | Augusto Farfus     | Connor De Phillippi      | Philipp Eng          | Colton Herta                    |
| 62                |      | Risi Competizione                                        | Ferrari 488 GTE             | M    | Miguel Molina      | Davide Rigon             | James Calado         | Alessandro Pier Guidi           |
| 66                |      | Ford Chip Ganassi Racing                                 | Ford GT                     | M    | Sébastien Bourdais | Joey Hand                | Dirk Müller          |                                 |
| 67                |      | Ford Chip Ganassi Racing                                 | Ford GT                     | M    | Ryan Briscoe       | Scott Dixon              | Richard Westbrook    |                                 |
| 911               |      | Porsche GT Team                                          | Porsche 911 RSR             | M    | Patrick Pilet      | Nick Tandy               | Frédéric Makowiecki  |                                 |
| 912               |      | Porsche GT Team                                          | Porsche 911 RSR             | M    | Earl Bamber        | Laurens Vanthoor         | Mathieu Jaminet      |                                 |
| GTD (GT Daytona)  |      |                                                          |                             |      |                    |                          |                      |                                 |
| 8                 |      | Starworks Motorsport                                     | Audi R8 LMS Evo             | M    | Parker Chase       | Ryan Dalziel             | Christopher Haase    | Ezequiel Perez Companc          |
| 9                 |      | Pfaff Motorsports                                        | Porsche 911 GT3 R           | M    | Zacharie Robichon  | Scott Hargrove           | Lars Kern            | Dennis Olsen                    |
| 11                |      | GRT Grasser Racing Team                                  | Lamborghini Huracán GT3 Evo | M    | Mirko Bortolotti   | Christian Engelhart (en) | Rolf Ineichen        | Rik Breukers                    |
| 12                |      | AIM Vasser Sullivan                                      | Lexus RC F GT3              | M    | Frankie Montecalvo | Townsend Bell            | Aaron Telitz         | Jeff Segal                      |
| 13                |      | Via Italia Racing                                        | Ferrari 488 GT3             | M    | Chico Longo        | Victor Franzoni (en)     | Marcos Gomes         | Andrea Bertolini                |
| 14                |      | AIM Vasser Sullivan                                      | Lexus RC F GT3              | M    | Jack Hawksworth    | Richard Heistand         | Austin Cindric       | Nick Cassidy                    |
| 19                |      | Moorespeed                                               | Audi R8 LMS                 | M    | Will Hardeman      | Alex Riberas             | Andrew Davis         | Markus Winkelhock               |
| 29                |      | Montaplast avec Land Motorsport                          | Audi R8 LMS Evo             | M    | Christopher Mies   | Dries Vanthoor           | Daniel Morad         | Riccardo Feller                 |
| 33                |      | Mercedes-AMG Team Riley Motorsports                      | Mercedes-AMG GT3            | M    | Ben Keating        | Jeroen Bleekemolen       | Luca Stolz (de)      | Felipe Fraga                    |
| 44                |      | Magnus Racing                                            | Lamborghini Huracán GT3 Evo | M    | Andy Lally         | John Potter              | Spencer Pumpelly     | Marco Mapelli (en)              |
| 46                |      | Ebimotors                                                | Lamborghini Huracán GT3 Evo | M    | Emanuele Busnelli  | Fabio Babini             | Giacomo Altoè (en)   | Taylor Proto                    |
| 47                |      | Precision Performance Motorsports (en)                   | Lamborghini Huracan GT3 Evo | M    | Linus Lundqvist    | Steve Dunn               | Miloš Pavlović       | Don Yount                       |
| 48                |      | Paul Miller Racing                                       | Lamborghini Huracan GT3 Evo | M    | Bryan Sellers      | Ryan Hardwick            | Corey Lewis          | Andrea Caldarelli               |
| 51                |      | Spirit of Race                                           | Ferrari 488 GT3             | M    | Paul Dalla Lana    | Pedro Lamy               | Mathias Lauda        | Daniel Serra                    |
| 57                |      | Heinricher Racing avec Meyer Shank Racing                | Acura NSX GT3 Evo           | M    | Katherine Legge    | Simona de Silvestro      | Ana Beatriz          | Christina Nielsen               |
| 63                |      | WeatherTech Racing                                       | Ferrari 488 GT3             | M    | Cooper MacNeil     | Toni Vilander            | Dominik Farnbacher   | Jeff Westphal                   |
| 71                |      | P1 Motorsports                                           | Mercedes-AMG GT3            | M    | Maximilian Buhk    | Fabian Schiller (de)     | Dominik Baumann      | JC Perez                        |
| 73                |      | Park Place Motorsports                                   | Porsche 911 GT3 R           | M    | Patrick Lindsey    | Patrick Long             | Nick Boulle          | Matt Campbell                   |
| 86                |      | Meyer Shank Racing avec Curb Agajanian Performance Group | Acura NSX GT3 Evo           | M    | Trent Hindman      | Mario Farnbacher         | Justin Marks         | A. J. Allmendinger              |
| 88                |      | Audi Sport experience WRT                                | Audi R8 LMS Evo             | M    | Roman de Angelis   | Ian James                | Kelvin van der Linde | Frédéric Vervisch               |
| 96                |      | Turner Motorsport                                        | BMW M6 GT3                  | M    | Bill Auberlen      | Robby Foley              | Dillon Machavern     | Jens Klingmann                  |
| 99                |      | NGT Motorsport                                           | Porsche 911 GT3 R           | M    | Sven Müller        | Jürgen Häring            | Alfred Renauer       | Klaus Bachler et Steffen Goerig |
| 540               |      | Black Swan Racing                                        | Porsche 911 GT3 R           | M    | Timothy Pappas     | Matteo Cairoli           | Dirk Werner          | Marco Seefried                  |

### Pilotes par nationalité
Nombre de pilotes par nationalité :
- 53 Américains
- 20 Allemands
- 12 Brésiliens
- 12 Français
- 11 Britanniques
- 10 Italiens
- 8 Canadiens
- 6 Autrichiens
- 6 Suisses
- 4 Australiens
- 4 Espagnols
- 3 Belges
- 3 Colombiens
- 3 Néerlandais
- 3 Néo-Zélandais
- 3 Portugais
- 2 Argentins
- 2 Danois
- 2 Finlandais
- 2 Sud-Africains
- 2 Suédois
- 1 Irlandais
- 1 Japonais
- 1 Mexicain
- 1 Norvégien
- 1 Serbe
- 1 Vénézuélien

## Roar Before the Rolex 24
Les « Roar Before the Rolex 24 » se sont déroulés du 4 au 6 janvier 2019. Toutes les voitures inscrites à l'épreuve ont participé aux essais.

## Qualifications
| Pos. | Classe | N°  | Équipe                                                   | Pilote                 | Temps          | Écart        |
| ---- | ------ | --- | -------------------------------------------------------- | ---------------------- | -------------- | ------------ |
| 1    | DPi    | 77  | Mazda Team Joest                                         | Oliver Jarvis          | 1 min 33 s 685 | —            |
| 2    | DPi    | 7   | Acura Team Penske                                        | Ricky Taylor           | 1 min 33 s 873 | + 0 s 188    |
| 3    | DPi    | 6   | Acura Team Penske                                        | Juan Pablo Montoya     | 1 min 34 s 095 | + 0 s 410    |
| 4    | DPi    | 55  | Mazda Team Joest                                         | Jonathan Bomarito      | 1 min 34 s 212 | + 0 s 527    |
| 5    | DPi    | 31  | Whelen Engineering Racing                                | Felipe Nasr            | 1 min 34 s 433 | + 0 s 748    |
| 6    | DPi    | 10  | Wayne Taylor Racing                                      | Jordan Taylor          | 1 min 34 s 479 | + 0 s 794    |
| 7    | DPi    | 50  | Juncos Racing                                            | Agustín Canapino (en)  | 1 min 34 s 679 | + 0 s 994    |
| 8    | DPi    | 85  | JDC Miller Motorsports                                   | Tristan Vautier        | 1 min 35 s 369 | + 1 s 684    |
| 9    | DPi    | 84  | JDC Miller Motorsports                                   | Stephen Simpson        | 1 min 35 s 442 | + 1 s 757    |
| 10   | LMP2   | 81  | DragonSpeed                                              | James Allen            | 1 min 35 s 904 | + 2 s 219    |
| 11   | LMP2   | 52  | PR1 Mathiasen Motorsports                                | Gabriel Aubry          | 1 min 36 s 427 | + 2 s 742    |
| 12   | DPi    | 54  | CORE Autosport                                           | Jonathan Bennett       | 1 min 36 s 686 | + 3 s 001    |
| 13   | LMP2   | 18  | DragonSpeed                                              | Roberto González       | 1 min 37 s 377 | + 3 s 692    |
| 14   | LMP2   | 38  | Performance Tech Motorsports                             | Kyle Masson            | 1 min 38 s 121 | + 4 s 436    |
| 15   | GTLM   | 911 | Porsche GT Team                                          | Nick Tandy             | 1 min 42 s 257 | + 8 s 572    |
| 16   | GTLM   | 3   | Corvette Racing                                          | Jan Magnussen          | 1 min 42 s 583 | + 8 s 898    |
| 17   | GTLM   | 67  | Ford Chip Ganassi Racing                                 | Ryan Briscoe           | 1 min 42 s 634 | + 8 s 949    |
| 18   | GTLM   | 62  | Risi Competizione                                        | Davide Rigon           | 1 min 42 s 712 | + 9 s 027    |
| 19   | GTLM   | 912 | Porsche GT Team                                          | Earl Bamber            | 1 min 42 s 796 | + 9 s 111    |
| 20   | GTLM   | 66  | Ford Chip Ganassi Racing                                 | Joey Hand              | 1 min 42 s 920 | + 9 s 235    |
| 21   | GTLM   | 24  | BMW Team RLL                                             | John Edwards           | 1 min 42 s 953 | + 9 s 268    |
| 22   | GTLM   | 25  | BMW Team RLL                                             | Connor De Phillippi    | 1 min 42 s 986 | + 9 s 301    |
| 23   | GTLM   | 4   | Corvette Racing                                          | Oliver Gavin           | 1 min 43 s 239 | + 9 s 554    |
| 24   | GTD    | 13  | Via Italia Racing                                        | Marcos Gomes           | 1 min 45 s 257 | + 11 s 572   |
| 25   | GTD    | 33  | Mercedes-AMG Team Riley Motorsports                      | Ben Keating            | 1 min 45 s 324 | + 11 s 639   |
| 26   | GTD    | 86  | Meyer Shank Racing avec Curb Agajanian Performance Group | Trent Hindman          | 1 min 45 s 396 | + 11 s 711   |
| 27   | GTD    | 46  | Ebimotors                                                | Giacomo Altoè (en)     | 1 min 45 s 475 | + 11 s 790   |
| 28   | GTD    | 11  | GRT Grasser Racing Team                                  | Rolf Ineichen          | 1 min 45 s 816 | + 12 s 131   |
| 29   | GTD    | 51  | Spirit of Race                                           | Mathias Lauda          | 1 min 45 s 852 | + 12 s 167   |
| 30   | GTD    | 44  | Magnus Racing                                            | Spencer Pumpelly       | 1 min 45 s 855 | + 12 s 170   |
| 31   | GTD    | 9   | Pfaff Motorsports                                        | Lars Kern              | 1 min 45 s 945 | + 12 s 260   |
| 32   | GTD    | 48  | Paul Miller Racing                                       | Corey Lewis            | 1 min 46 s 040 | + 12 s 355   |
| 33   | GTD    | 73  | Park Place Motorsports                                   | Patrick Lindsey        | 1 min 46 s 103 | + 12 s 418   |
| 34   | GTD    | 57  | Heinricher Racing avec Meyer Shank Racing                | Ana Beatriz            | 1 min 46 s 116 | + 12 s 431   |
| 35   | GTD    | 14  | AIM Vasser Sullivan                                      | Richard Heistand       | 1 min 46 s 214 | + 12 s 529   |
| 36   | GTD    | 540 | Black Swan Racing                                        | Marco Seefried         | 1 min 46 s 231 | + 12 s 546   |
| 37   | GTD    | 12  | AIM Vasser Sullivan                                      | Frankie Montecalvo     | 1 min 46 s 270 | + 12 s 585   |
| 38   | GTD    | 29  | Montaplast avec Land Motorsport                          | Daniel Morad           | 1 min 46 s 309 | + 12 s 624   |
| 39   | GTD    | 63  | Scuderia Corsa                                           | Cooper MacNeil         | 1 min 46 s 321 | + 12 s 636   |
| 40   | GTD    | 99  | NGT Motorsport                                           | Alfred Renauer         | 1 min 46 s 669 | + 12 s 984   |
| 41   | GTD    | 8   | Starworks Motorsport                                     | Ezequiel Perez Companc | 1 min 46 s 710 | + 13 s 025   |
| 42   | GTD    | 19  | Moorespeed                                               | Andrew Davis           | 1 min 46 s 781 | + 13 s 096   |
| 43   | GTD    | 88  | Audi Sport experience WRT                                | Ian James              | 1 min 47 s 368 | + 13 s 683   |
| 44   | GTD    | 71  | P1 Motorsports                                           | JC Perez               | 1 min 47 s 447 | + 13 s 762   |
| 45   | GTD    | 47  | Precision Performance Motorsports (en)                   | Don Yount              | 1 min 47 s 809 | + 14 s 124   |
| 46   | DPi    | 5   | Mustang Sampling Racing                                  | Pas de temps           | Pas de temps   | Pas de temps |
| 47   | GTD    | 96  | Turner Motorsport                                        | Pas de temps           | Pas de temps   | Pas de temps |

## Course

### Classements intermédiaires
| Pos. | Après la 1re heure | Après la 1re heure                                                                | Après 6 heures | Après 6 heures                                                                                     | Après 12 heures | Après 12 heures                                                                                    | Après 18 heures | Après 18 heures                                                                                    |
| Pos. | n°                 | Voiture / Pilotes                                                                 | n°             | Voiture / Pilotes                                                                                  | n°              | Voiture / Pilotes                                                                                  | n°              | Voiture / Pilotes                                                                                  |
| ---- | ------------------ | --------------------------------------------------------------------------------- | -------------- | -------------------------------------------------------------------------------------------------- | --------------- | -------------------------------------------------------------------------------------------------- | --------------- | -------------------------------------------------------------------------------------------------- |
| 1    | 6                  | Acura Team Penske Acura ARX-05 (DPi) Cameron - Montoya - Pagenaud                 | 31             | Whelen Engineering Racing Cadillac DPi-V.R (DPi) Derani - Nasr - Curran                            | 7               | Acura Team Penske Acura ARX-05 (DPi) Castroneves - Rossi - Taylor                                  | 10              | Konica Minolta Cadillac DPi-V.R Cadillac DPi-V.R (DPi) Taylor - van der Zande - Kobayashi - Alonso |
| 2    | 77                 | Mazda Team Joest Mazda RT24-P (DPi) Nunez - Jarvis - Bernhard - Rast              | 10             | Konica Minolta Cadillac DPi-V.R Cadillac DPi-V.R (DPi) Taylor - van der Zande - Kobayashi - Alonso | 10              | Konica Minolta Cadillac DPi-V.R Cadillac DPi-V.R (DPi) Taylor - van der Zande - Kobayashi - Alonso | 6               | Acura Team Penske Acura ARX-05 (DPi) Cameron - Montoya - Pagenaud                                  |
| 3    | 7                  | Acura Team Penske Acura ARX-05 (DPi) Castroneves - Rossi - Taylor                 | 6              | Acura Team Penske Acura ARX-05 (DPi) Cameron - Montoya - Pagenaud                                  | 6               | Acura Team Penske Acura ARX-05 (DPi) Cameron - Montoya - Pagenaud                                  | 7               | Acura Team Penske Acura ARX-05 (DPi) Castroneves - Rossi - Taylor                                  |
| 4    | 5                  | Mustang Sampling Racing Cadillac DPi-V.R (DPi) Albuquerque - Barbosa - Fittipaldi | 77             | Mazda Team Joest Mazda RT24-P (DPi) Nunez - Jarvis - Bernhard - Rast                               | 31              | Whelen Engineering Racing Cadillac DPi-V.R (DPi) Derani - Nasr - Curran                            | 31              | Whelen Engineering Racing Cadillac DPi-V.R (DPi) Derani - Nasr - Curran                            |
| 5    | 31                 | Whelen Engineering Racing Cadillac DPi-V.R (DPi) Derani - Nasr - Curran           | 7              | Acura Team Penske Acura ARX-05 (DPi) Castroneves - Rossi - Taylor                                  | 55              | Mazda Team Joest Mazda RT24-P (DPi) Bomarito - Tincknell - Pla                                     | 54              | CORE Autosport Nissan Onroak DPi (DPi) Bennett - Braun - Dumas - Duval                             |

### Classement de la course
- Les vainqueurs de chaque catégorie sont signalés par un fond jauni.
- Pour la colonne Pneus, il faut passer le curseur au-dessus du modèle pour connaître le manufacturier de pneumatiques.

| Pos | Classe | no  | Écurie                                                   | Pilotes                                                                 | Châssis                        | Tours | Temps                |
| Pos | Classe | no  | Écurie                                                   | Pilotes                                                                 | Moteur                         | Tours | Temps                |
| --- | ------ | --- | -------------------------------------------------------- | ----------------------------------------------------------------------- | ------------------------------ | ----- | -------------------- |
| 1   | DPi    | 10  | Konica Minolta Cadillac DPi-V.R                          | Renger van der Zande Jordan Taylor Fernando Alonso Kamui Kobayashi      | Cadillac DPi-V.R               | 593   | 21 h 59 min 13 s 350 |
| 1   | DPi    | 10  | Konica Minolta Cadillac DPi-V.R                          | Renger van der Zande Jordan Taylor Fernando Alonso Kamui Kobayashi      | Cadillac 5,5 l V8 Atmo         | 593   | 21 h 59 min 13 s 350 |
| 2   | DPi    | 31  | Whelen Engineering Racing                                | Felipe Nasr Eric Curran Pipo Derani                                     | Cadillac DPi-V.R               | 593   | + 13 s 458           |
| 2   | DPi    | 31  | Whelen Engineering Racing                                | Felipe Nasr Eric Curran Pipo Derani                                     | Cadillac 5,5 l V8 Atmo         | 593   | + 13 s 458           |
| 3   | DPi    | 7   | Acura Team Penske                                        | Hélio Castroneves Alexander Rossi Ricky Taylor                          | Acura ARX-05                   | 593   | + 13 s 964           |
| 3   | DPi    | 7   | Acura Team Penske                                        | Hélio Castroneves Alexander Rossi Ricky Taylor                          | Acura AR35TT 3,5 l V6 Turbo    | 593   | + 13 s 964           |
| 4   | DPi    | 54  | CORE Autosport                                           | Jonathan Bennett Colin Braun Romain Dumas Loïc Duval                    | Nissan Onroak DPi              | 589   | +4 tours             |
| 4   | DPi    | 54  | CORE Autosport                                           | Jonathan Bennett Colin Braun Romain Dumas Loïc Duval                    | Nissan VR38DETT 3,8 l V6 Turbo | 589   | +4 tours             |
| 5   | DPi    | 85  | JDC Miller Motorsports                                   | Mikhail Goikhberg Tristan Vautier Devlin DeFrancesco Rubens Barrichello | Cadillac DPi-V.R               | 586   | +7 tours             |
| 5   | DPi    | 85  | JDC Miller Motorsports                                   | Mikhail Goikhberg Tristan Vautier Devlin DeFrancesco Rubens Barrichello | Cadillac 5,5 l V8 Atmo         | 586   | +7 tours             |
| 6   | LMP2   | 18  | DragonSpeed                                              | Roberto González Pastor Maldonado Sebastián Saavedra Ryan Cullen        | Oreca 07                       | 582   | +11 tours            |
| 6   | LMP2   | 18  | DragonSpeed                                              | Roberto González Pastor Maldonado Sebastián Saavedra Ryan Cullen        | Gibson GK428 4,2 l V8 Atmo     | 582   | +11 tours            |
| 7   | LMP2   | 38  | Performance Tech Motorsports                             | Kyle Masson Robert Masson Kris Wright Cameron Cassels                   | Oreca 07                       | 578   | +15 tours            |
| 7   | LMP2   | 38  | Performance Tech Motorsports                             | Kyle Masson Robert Masson Kris Wright Cameron Cassels                   | Gibson GK428 4,2 l V8 Atmo     | 578   | +15 tours            |
| 8   | DPi    | 6   | Acura Team Penske                                        | Dane Cameron Juan Pablo Montoya Simon Pagenaud                          | Acura ARX-05                   | 576   | +17 tours            |
| 8   | DPi    | 6   | Acura Team Penske                                        | Dane Cameron Juan Pablo Montoya Simon Pagenaud                          | Acura AR35TT 3,5 l V6 Turbo    | 576   | +17 tours            |
| 9   | DPi    | 5   | Mustang Sampling Racing                                  | Filipe Albuquerque João Barbosa Christian Fittipaldi                    | Cadillac DPi-V.R               | 573   | +20 tours            |
| 9   | DPi    | 5   | Mustang Sampling Racing                                  | Filipe Albuquerque João Barbosa Christian Fittipaldi                    | Cadillac 5,5 l V8 Atmo         | 573   | +20 tours            |
| 10  | GTLM   | 25  | BMW Team RLL                                             | Augusto Farfus Connor De Phillippi Philipp Eng Colton Herta             | BMW M8 GTE                     | 571   | +22 tours            |
| 10  | GTLM   | 25  | BMW Team RLL                                             | Augusto Farfus Connor De Phillippi Philipp Eng Colton Herta             | BMW S63 4,0 L V8 Bi-Turbo      | 571   | +22 tours            |
| 11  | GTLM   | 62  | Risi Competizione                                        | James Calado Alessandro Pier Guidi Miguel Molina Davide Rigon           | Ferrari 488 GTE                | 571   | +22 tours            |
| 11  | GTLM   | 62  | Risi Competizione                                        | James Calado Alessandro Pier Guidi Miguel Molina Davide Rigon           | Ferrari F154CB 3,9 L V8 Turbo  | 571   | +22 tours            |
| 12  | GTLM   | 912 | Porsche GT Team                                          | Earl Bamber Mathieu Jaminet Laurens Vanthoor                            | Porsche 911 RSR                | 570   | +23 tours            |
| 12  | GTLM   | 912 | Porsche GT Team                                          | Earl Bamber Mathieu Jaminet Laurens Vanthoor                            | Porsche 4,0 l Flat-6 Atmo      | 570   | +23 tours            |
| 13  | GTLM   | 67  | Ford Chip Ganassi Racing                                 | Ryan Briscoe Scott Dixon Richard Westbrook                              | Ford GT                        | 570   | +23 tours            |
| 13  | GTLM   | 67  | Ford Chip Ganassi Racing                                 | Ryan Briscoe Scott Dixon Richard Westbrook                              | Ford EcoBoost 3,5 L V6 Turbo   | 570   | +23 tours            |
| 14  | GTLM   | 911 | Porsche GT Team                                          | Frédéric Makowiecki Patrick Pilet Nick Tandy                            | Porsche 911 RSR                | 569   | +24 tours            |
| 14  | GTLM   | 911 | Porsche GT Team                                          | Frédéric Makowiecki Patrick Pilet Nick Tandy                            | Porsche 4,0 l Flat-6 Atmo      | 569   | +24 tours            |
| 15  | LMP2   | 81  | DragonSpeed                                              | Henrik Hedman Ben Hanley Nicolas Lapierre James Allen                   | Oreca 07                       | 567   | Abandon              |
| 15  | LMP2   | 81  | DragonSpeed                                              | Henrik Hedman Ben Hanley Nicolas Lapierre James Allen                   | Gibson GK428 4,2 l V8 Atmo     | 567   | Abandon              |
| 16  | GTLM   | 3   | Corvette Racing                                          | Antonio García Jan Magnussen Mike Rockenfeller                          | Chevrolet Corvette C7.R        | 563   | +30 tours            |
| 16  | GTLM   | 3   | Corvette Racing                                          | Antonio García Jan Magnussen Mike Rockenfeller                          | Chevrolet LT 5,5 l V8 Atmo     | 563   | +30 tours            |
| 17  | GTD    | 11  | GRT Grasser Racing Team                                  | Mirko Bortolotti Rik Breukers Christian Engelhart (en) Rolf Ineichen    | Lamborghini Huracán GT3 Evo    | 561   | +32 tours            |
| 17  | GTD    | 11  | GRT Grasser Racing Team                                  | Mirko Bortolotti Rik Breukers Christian Engelhart (en) Rolf Ineichen    | Lamborghini 5,2 L V10 Atmo     | 561   | +32 tours            |
| 18  | GTD    | 29  | Montaplast avec Land Motorsport                          | Daniel Morad Christopher Mies Riccardo Feller Dries Vanthoor            | Audi R8 LMS Evo                | 561   | +32 tours            |
| 18  | GTD    | 29  | Montaplast avec Land Motorsport                          | Daniel Morad Christopher Mies Riccardo Feller Dries Vanthoor            | Audi 5,2 L V10 Atmo            | 561   | +32 tours            |
| 19  | GTD    | 12  | AIM Vasser-Sullivan                                      | Frankie Montecalvo Townsend Bell Aaron Telitz Jeff Segal                | Lexus RC F GT3                 | 561   | +32 tours            |
| 19  | GTD    | 12  | AIM Vasser-Sullivan                                      | Frankie Montecalvo Townsend Bell Aaron Telitz Jeff Segal                | Lexus 5,0 L V8                 | 561   | +32 tours            |
| 20  | GTD    | 88  | Audi Sport experience WRT                                | Frédéric Vervisch Kelvin van der Linde Ian James Roman DeAngelis        | Audi R8 LMS Evo                | 561   | +32 tours            |
| 20  | GTD    | 88  | Audi Sport experience WRT                                | Frédéric Vervisch Kelvin van der Linde Ian James Roman DeAngelis        | Audi 5,2 L V10 Atmo            | 561   | +32 tours            |
| 21  | GTD    | 86  | Meyer Shank Racing avec Curb Agajanian Performance Group | Mario Farnbacher Trent Hindman Justin Marks AJ Allmendinger             | Acura NSX GT3 Evo              | 561   | +32 tours            |
| 21  | GTD    | 86  | Meyer Shank Racing avec Curb Agajanian Performance Group | Mario Farnbacher Trent Hindman Justin Marks AJ Allmendinger             | Acura 3,5 L V6 Turbo           | 561   | +32 tours            |
| 22  | GTD    | 14  | AIM Vasser-Sullivan                                      | Richard Heidstand Jack Hawksworth Austin Cindric Nick Cassidy           | Lexus RC F GT3                 | 560   | +33 tours            |
| 22  | GTD    | 14  | AIM Vasser-Sullivan                                      | Richard Heidstand Jack Hawksworth Austin Cindric Nick Cassidy           | Lexus 5,0 L V8                 | 560   | +33 tours            |
| 23  | GTD    | 33  | Mercedes-AMG Team Riley Motorsports                      | Jeroen Bleekemolen Felipe Fraga Ben Keating Luca Stolz (de)             | Mercedes-AMG GT3               | 560   | +33 tours            |
| 23  | GTD    | 33  | Mercedes-AMG Team Riley Motorsports                      | Jeroen Bleekemolen Felipe Fraga Ben Keating Luca Stolz (de)             | Mercedes-AMG M159 6,2 L V8     | 560   | +33 tours            |
| 24  | GTD    | 73  | Park Place Motorsports                                   | Patrick Long Patrick Lindsey Matt Campbell Nick Boulle                  | Porsche 911 GT3 R              | 560   | +33 tours            |
| 24  | GTD    | 73  | Park Place Motorsports                                   | Patrick Long Patrick Lindsey Matt Campbell Nick Boulle                  | Porsche 4,0 l Flat-6 Atmo      | 560   | +33 tours            |
| 25  | GTD    | 13  | Via Italia Racing                                        | Chico Longo Victor Franzoni (en) Marcos Gomes Andrea Bertolini          | Ferrari 488 GT3                | 560   | +33 tours            |
| 25  | GTD    | 13  | Via Italia Racing                                        | Chico Longo Victor Franzoni (en) Marcos Gomes Andrea Bertolini          | Ferrari F154CB 3,9 L V8 Turbo  | 560   | +33 tours            |
| 26  | GTD    | 96  | Turner Motorsport                                        | Bill Auberlen Robby Foley Dillon Machavern Jens Klingmann               | BMW M6 GT3                     | 560   | +33 tours            |
| 26  | GTD    | 96  | Turner Motorsport                                        | Bill Auberlen Robby Foley Dillon Machavern Jens Klingmann               | BMW 4,4 L V8 Turbo             | 560   | +33 tours            |
| 27  | GTD    | 44  | Magnus Racing                                            | Andy Lally Marco Mapelli (en) Spencer Pumpelly John Potter              | Lamborghini Huracán GT3 Evo    | 559   | +34 tours            |
| 27  | GTD    | 44  | Magnus Racing                                            | Andy Lally Marco Mapelli (en) Spencer Pumpelly John Potter              | Lamborghini 5,2 L V10 Atmo     | 559   | +34 tours            |
| 28  | GTLM   | 66  | Ford Chip Ganassi Racing                                 | Sébastien Bourdais Joey Hand Dirk Müller                                | Ford GT                        | 559   | +34 tours            |
| 28  | GTLM   | 66  | Ford Chip Ganassi Racing                                 | Sébastien Bourdais Joey Hand Dirk Müller                                | Ford EcoBoost 3,5 L V6 Turbo   | 559   | +34 tours            |
| 29  | GTLM   | 4   | Corvette Racing                                          | Marcel Fässler Oliver Gavin Tommy Milner                                | Chevrolet Corvette C7.R        | 555   | +38 tours            |
| 29  | GTLM   | 4   | Corvette Racing                                          | Marcel Fässler Oliver Gavin Tommy Milner                                | Chevrolet LT 5,5 l V8 Atmo     | 555   | +38 tours            |
| 30  | DPi    | 50  | Juncos Racing                                            | William Owen René Binder Agustín Canapino (en) Kyle Kaiser (en)         | Cadillac DPi-V.R               | 555   | +38 tours            |
| 30  | DPi    | 50  | Juncos Racing                                            | William Owen René Binder Agustín Canapino (en) Kyle Kaiser (en)         | Cadillac 5,5 l V8 Atmo         | 555   | +38 tours            |
| 31  | GTD    | 19  | Moorespeed                                               | Andrew Davis Alex Riberas Will Hardeman Markus Winkelhock               | Audi R8 LMS                    | 555   | +38 tours            |
| 31  | GTD    | 19  | Moorespeed                                               | Andrew Davis Alex Riberas Will Hardeman Markus Winkelhock               | Audi 5,2 L V10 Atmo            | 555   | +38 tours            |
| 32  | GTLM   | 24  | BMW Team RLL                                             | John Edwards Chaz Mostert (en) Alessandro Zanardi Jesse Krohn           | BMW M8 GTE                     | 553   | +40 tours            |
| 32  | GTLM   | 24  | BMW Team RLL                                             | John Edwards Chaz Mostert (en) Alessandro Zanardi Jesse Krohn           | BMW S63 4,0 L V8 Bi-Turbo      | 553   | +40 tours            |
| 33  | GTD    | 57  | Heinricher Racing avec Meyer Shank Racing                | Simona de Silvestro Katherine Legge Christina Nielsen Bia Figueiredo    | Acura NSX GT3 Evo              | 550   | +43 tours            |
| 33  | GTD    | 57  | Heinricher Racing avec Meyer Shank Racing                | Simona de Silvestro Katherine Legge Christina Nielsen Bia Figueiredo    | Acura 3,5 L V6 Turbo           | 550   | +43 tours            |
| 34  | GTD    | 63  | WeatherTech Racing                                       | Toni Vilander Dominik Farnbacher Cooper MacNeil Jeff Westphal           | Ferrari 488 GT3                | 547   | Abandon              |
| 34  | GTD    | 63  | WeatherTech Racing                                       | Toni Vilander Dominik Farnbacher Cooper MacNeil Jeff Westphal           | Ferrari F154CB 3,9 L V8 Turbo  | 547   | Abandon              |
| 35  | GTD    | 8   | Starworks Motorsport                                     | Ryan Dalziel Parker Chase Ezequiel Perez Companc Christopher Haase      | Audi R8 LMS                    | 547   | +46 tours            |
| 35  | GTD    | 8   | Starworks Motorsport                                     | Ryan Dalziel Parker Chase Ezequiel Perez Companc Christopher Haase      | Audi 5,2 L V10 Atmo            | 547   | +46 tours            |
| 36  | GTD    | 540 | Black Swan Racing                                        | Marco Seefried Timothy Pappas Dirk Werner Matteo Cairoli                | Porsche 911 GT3 R              | 545   | Abandon              |
| 36  | GTD    | 540 | Black Swan Racing                                        | Marco Seefried Timothy Pappas Dirk Werner Matteo Cairoli                | Porsche 4,0 l Flat-6 Atmo      | 545   | Abandon              |
| 37  | LMP2   | 52  | PR1/Mathiasen Motorsports                                | Matt McMurry Mark Kvamme Enzo Guibbert Gabriel Aubry                    | Oreca 07                       | 512   | +81 tours            |
| 37  | LMP2   | 52  | PR1/Mathiasen Motorsports                                | Matt McMurry Mark Kvamme Enzo Guibbert Gabriel Aubry                    | Gibson GK428 4,2 l V8 Atmo     | 512   | +81 tours            |
| 38  | GTD    | 48  | Paul Miller Racing                                       | Corey Lewis Bryan Sellers Andrea Caldarelli Ryan Hardwick               | Lamborghini Huracán GT3 Evo    | 491   | Abandon              |
| 38  | GTD    | 48  | Paul Miller Racing                                       | Corey Lewis Bryan Sellers Andrea Caldarelli Ryan Hardwick               | Lamborghini 5,2 L V10 Atmo     | 491   | Abandon              |
| 39  | GTD    | 9   | Pfaff Motorsports                                        | Scott Hargrove Lars Kern Dennis Olsen Zacharie Robichon                 | Porsche 911 GT3 R              | 470   | Abandon              |
| 39  | GTD    | 9   | Pfaff Motorsports                                        | Scott Hargrove Lars Kern Dennis Olsen Zacharie Robichon                 | Porsche 4,0 l Flat-6 Atmo      | 470   | Abandon              |
| 40  | GTD    | 46  | Ebimotors                                                | Fabio Babini Emanuele Busnelli Taylor Proto Giacomo Altoè (en)          | Lamborghini Huracán GT3 Evo    | 470   | Abandon              |
| 40  | GTD    | 46  | Ebimotors                                                | Fabio Babini Emanuele Busnelli Taylor Proto Giacomo Altoè (en)          | Lamborghini 5,2 L V10 Atmo     | 470   | Abandon              |
| 41  | GTD    | 47  | Precision Performance Motorsports (en)                   | Don Yount Miloš Pavlović Steve Dunn Linus Lundqvist                     | Lamborghini Huracán GT3 Evo    | 442   | +151 tours           |
| 41  | GTD    | 47  | Precision Performance Motorsports (en)                   | Don Yount Miloš Pavlović Steve Dunn Linus Lundqvist                     | Lamborghini 5,2 L V10 Atmo     | 442   | +151 tours           |
| 42  | DPi    | 55  | Mazda Team Joest                                         | Harry Tincknell Olivier Pla Jonathan Bomarito                           | Mazda RT24-P                   | 440   | Abandon              |
| 42  | DPi    | 55  | Mazda Team Joest                                         | Harry Tincknell Olivier Pla Jonathan Bomarito                           | Mazda MZ-2.0T 2,0 l I4 Turbo   | 440   | Abandon              |
| 43  | GTD    | 71  | P1 Motorsports                                           | Fabian Schiller (de) Dominik Baumann Maximilian Buhk JC Perez           | Mercedes-AMG GT3               | 431   | Abandon              |
| 43  | GTD    | 71  | P1 Motorsports                                           | Fabian Schiller (de) Dominik Baumann Maximilian Buhk JC Perez           | Mercedes-AMG M159 6,2 L V8     | 431   | Abandon              |
| 44  | GTD    | 51  | Spirit of Race                                           | Paul Dalla Lana Pedro Lamy Mathias Lauda Daniel Serra                   | Ferrari 488 GT3                | 349   | Abandon              |
| 44  | GTD    | 51  | Spirit of Race                                           | Paul Dalla Lana Pedro Lamy Mathias Lauda Daniel Serra                   | Ferrari F154CB 3,9 L V8 Turbo  | 349   | Abandon              |
| 45  | DPi    | 84  | JDC Miller Motorsports                                   | Simon Trummer Juan Piedrahita (en) Chris Miller Stephen Simpson         | Cadillac DPi-V.R               | 225   | Abandon              |
| 45  | DPi    | 84  | JDC Miller Motorsports                                   | Simon Trummer Juan Piedrahita (en) Chris Miller Stephen Simpson         | Cadillac 5,5 l V8 Atmo         | 225   | Abandon              |
| 46  | DPi    | 77  | Mazda Team Joest                                         | Oliver Jarvis Tristan Nunez René Rast Timo Bernhard                     | Mazda RT24-P                   | 220   | Abandon              |
| 46  | DPi    | 77  | Mazda Team Joest                                         | Oliver Jarvis Tristan Nunez René Rast Timo Bernhard                     | Mazda MZ-2.0T 2,0 l I4 Turbo   | 220   | Abandon              |
| 47  | GTD    | 99  | NGT Motorsport                                           | Klaus Bachler Sven Müller Alfred Renauer Juergen Haering Steffen Goerig | Porsche 911 GT3 R              | 47    | Abandon              |
| 47  | GTD    | 99  | NGT Motorsport                                           | Klaus Bachler Sven Müller Alfred Renauer Juergen Haering Steffen Goerig | Porsche 4,0 l Flat-6 Atmo      | 47    | Abandon              |

## Pole position et record du tour
- Pole position :  Oliver Jarvis (#77 Mazda Team Joest) en 1 min 33 s 685
- Meilleur tour en course :  Felipe Nasr (#31 Whelen Engineering Racing) en 1 min 34 s 504

## Tours en tête
- no 77 Mazda RT24-P - Mazda Team Joest : 36 tours (1-18 / 50-51 / 96-111)[10]
- no 31 Cadillac DPi-V.R - Whelen Engineering Racing : 97 tours (19-20 / 40-43 / 83 / 192-201 / 217-218 / 378-393 / 453-464 / 467-480 / 538-554 / 572-590)
- no 10 Cadillac DPi-V.R - Konica Minolta Cadillac DPi-V.R : 259 tours (21 / 84 / 112-191 / 202-216 / 219-240 / 334-351 / 398-415 / 418-452 / 481-529 / 555-571 / 591-593)
- no 6 Acura ARX-05 - Acura Team Penske : 119 tours (22-39 / 44-49 / 52-61 / 63-82 / 85-95 / 241-244 / 247-286 / 288-291 / 307 / 355-356 / 377 / 396-397)
- no 85 Cadillac DPi-V.R - JDC Miller Motorsports : 2 tours (62 / 287)
- no 54 Nissan Onroak DPi - CORE Autosport : 2 tours (245-246)
- no 7 Acura ARX-05 - Acura Team Penske : 78 tours (292-306 / 308-333 / 352-354 / 357-376 / 394-395 / 416-417 / 465-466 / 530-537)

## À noter
- Longueur du circuit : 3,56 miles (5,728 km)
- Distance parcourue par les vainqueurs : 2 111,80 miles (3 397,89 km)